# Luna Aeterna
«Luna Aeterna» — российская симфоник-метал-группа, основанная в 2001 году в Москве.

## История
Началом истории Luna Aeterna можно считать лето 2001 года. Её основателями считаются Михаил Калмыков и Лия Зимберштейн-Крупская. Попробовав исполнить песню, впоследствии получившую название «Только ты и я», они приняли решение о создании группы. Песни отражали в себе мистическо-романтическое настроение, поэтому группа получила название «Полнолуние». После долгих поисков музыкантов, продолжавшихся вплоть до конца 2001 года, группа записала неполным составом две песни. Однако, так и не отыграв ни одного концерта, в связи с начавшимися внутренними разногласиями, участники группы разошлись.
Летом 2003 года, Михаил Калмыков решил вновь собрать группу. Он связывается с Лией, и они договариваются восстановить группу. К ним присоединяется Александр Сальников. В таком составе группа записывает несколько композиций. Для исполнения партий бас-гитары был приглашён Родион Галимзянов, после чего был выпущен первый демо-альбом «В твоих руках», состоящий из 11 композиций. Песня «Храм любви» была записана с сессионным барабанщиком Дмитрием Кириченко. Также на гитаре в песне «Гибельная красота» сыграл Владимир Арнаутов. Диск был выпущен в октябре 2004 года.
В силу очередных творческих разногласий группа приняла решение сменить вокалистку. Через два месяца поисков, группу пополнила Ольга Салихова, а спустя некоторое время присоединился барабанщик Денис Матуйзо. Свой первый концерт группа дала в клубе «Ю-ту» 3 февраля 2005 года. C 2005 по 2006 год группа дала около 50 концертов в Москве, Санкт-Петербурге и Череповце. А также в сентябре 2005 года был выпущен мини-cd «В смерти — жизнь» тиражом 300 экземпляров.
В ноябре 2006 года, из-за того, что в России были группы с аналогичным названием, было принято решение о смене названия на «Luna Aeterna», и после этого группа принялась за студийную запись нового альбома. Но на протяжении всей записи в группе назревал конфликт и летом 2006 года группа приостановила свою концертную деятельность. Несмотря на это, в начале 2007 года альбом был закончен. Альбом получил название «Тайна» и вышел на лейбле Sound age. С выходом альбома группу покидают Ольга Салихова и Александр Сальников, а через некоторое время и Денис Матуйзо.
После продолжительных поисков, весной 2007 года, вместо Ольги Салиховой в группу пришла Александра Комарова, а гитаристом был приглашён Сергей Чуев, уже знакомый к тому моменту с творчеством группы. Был записан интернет-сингл «Мой путь», релиз которого состоялся летом 2007 года. Осенью к группе присоединились гитарист Денис Терехов и барабанщик Дмитрий Купчин. В этом составе группа успешно отыграла серию концертов, в том числе пройдя в полуфинал конкурса «На взлёт!». Запись второго полноформатного альбома была почти закончена и велась подготовка к очередной серии концертов, в том числе тура по городам Украины. Однако через некоторое время участники пришли к выводу, что записанный материал не идеален, и приняли решение приостановить дальнейшую запись. В августе 2008 года Александра Комарова покинула группу, а вслед за этим последовал распад Luna Aeterna, о котором было объявлено 30 августа 2008 года.
Спустя несколько месяцев Денис Терехов, основавший после распада Luna Aeterna свою группу «De´cadenta», попросил Михаила о помощи в записи своих песен. К процессу сочинения материала присоединилась вокалистка De´cadentы Дарья Шевченко, и через некоторое время были готовы три песни для проекта De´cadenta. После этого Михаил предложил объединиться уже в качестве Luna Aeterna, и ответ был положительным. В качестве второго гитариста был приглашён Павел Коротков а барабанщиком стал Денис Матуйзо, участвовавший в первом составе Luna Aeterna.
В марте 2009 года было объявлено о возвращении группы и записи нового сингла «To the ones lying you…». В обновлённом составе группа успела отыграть два концерта, однако 23 июля Дарья Шевченко и Денис Терехов заявили об уходе из Luna Aeterna и продолжении работы уже в De´cadenta. Михаил Калмыков объявил о роспуске группы и преобразования Luna Aeterna в чисто студийный проект.
В марте 2010 года совместно с вокалисткой Uliana Paradise была записана и выложена в Интернет композиция «Прибой» (музыка — М. Калмыков, слова — А. Комарова) со второго, так и невышедшего альбома.

## Состав

### Состав группы накануне распада (июнь 2009 года)
- Дарья Шевченко — вокал
- Михаил Калмыков — клавишные, семплы, перкуссия
- Денис Терехов — гитара
- Павел Коротков — гитара
- Родион Галимзянов — бас
- Денис Матуйзо — ударные

### Бывшие участники
- Лия Зимберштейн-Крупская — вокал (2001—2004)
- Ольга Салихова — вокал (2005—2006)
- Александр Сальников — гитара (2003—2006)
- Сергей Чуев — гитара (2007—2008)
- Александра Комарова — вокал (2007—2008)
- Дмитрий Купчин — ударные (2007—2008)

### Приглашавшиеся музыканты
- Дмитрий Кириченко — ударные (альбом «В твоих руках»)
- Владимир Арнаутов — ритм-гитара (в песне «Гибельная красота» из альбома «В твоих руках»)

## Другие проекты участников
- Александра Комарова приняла участие в 2007 году в записи альбома группы «Эпидемия» — «Эльфийская рукопись: Сказание на все времена» — роль Алатиэль. После ухода из группы также приняла участие в записи альбома группы «Эпидемия» — «Дорога домой» — вокал в песне «Страна забвения», с 2010 по 2011 год и с 2015 года — вокалистка в группе «Северо-Восток», а также принимала участие во многих других проектах.
- Денис Терехов и Александра Комарова являются соавторами песни «Игра» в альбоме «Last hero» группы Amalgama, вышедшего в 2009 году. Александра Комарова также записала вокал для этой песни.
- Денис Терехов весной 2008 года основал свою группу «De'cadenta».
- Ольга Салихова является вокалисткой группы «Sunwalter». Ранее участвовала в группах «Slavery», «Oktagon», «Core» и «Voiceless Void».
- Дарья Шевченко («Liira») — вокалистка групп «De'cadenta» и «AliceBlue».
- Родион Галимзянов — барабанщик группы «Aura».
- Дмитрий Купчин — барабанщик группы «The Indies».
- Сергей Чуев был бас-гитаристом группы «De'cadenta».

## Дискография

### Альбомы
- Тайна (2007, Sound age)

### Синглы
- Мой путь (2007)
- Прибой (2010)

### Демо
- В смерти — жизнь (2005)
- В твоих руках (2004)